# Inscrição romana de Roqueiro

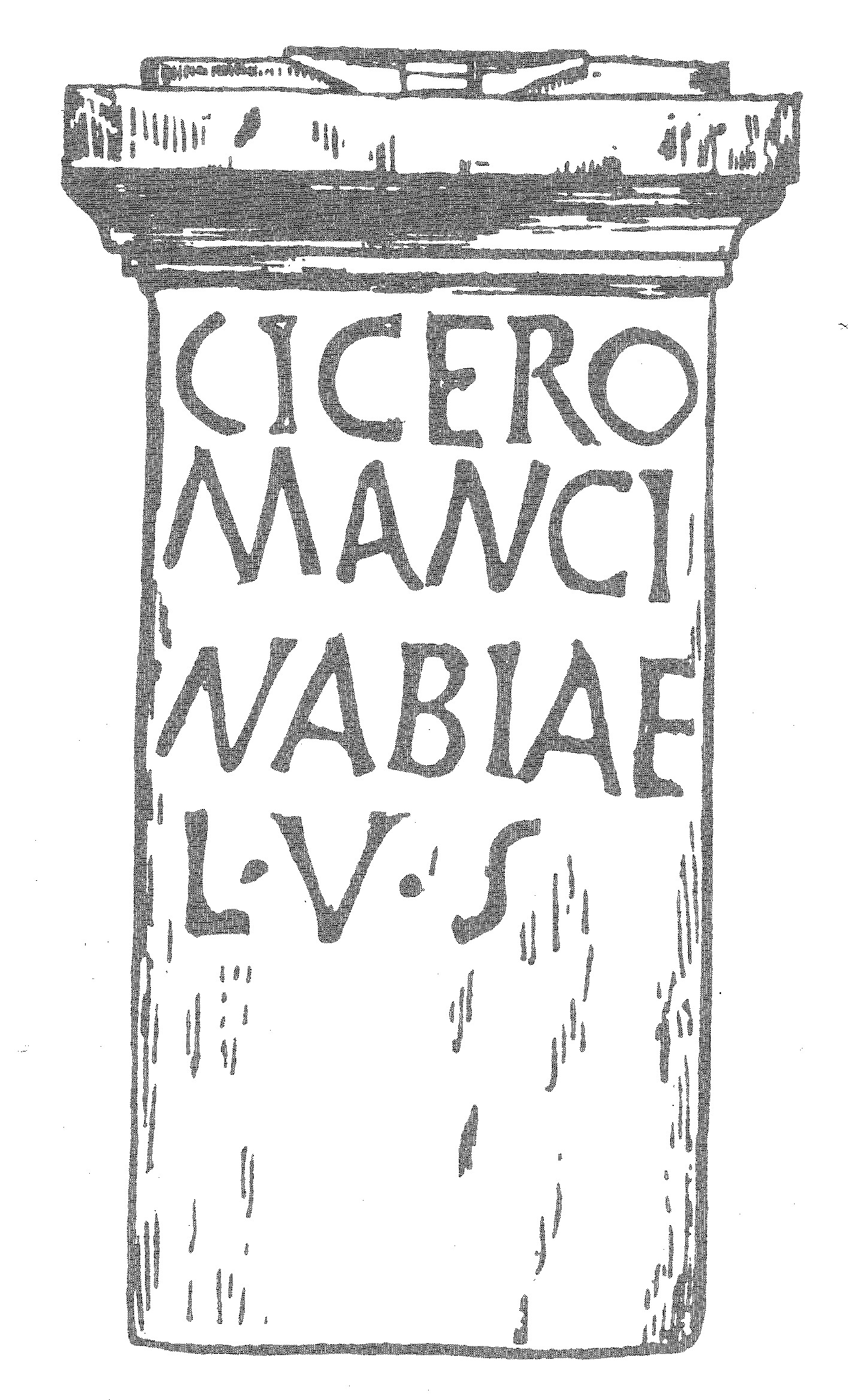
Esquema da inscrição romana de Roqueiro.Fonte: José Leite de Vasconcelos (1913).

A inscrição romana de Roqueiro é uma inscrição lapidar votiva num bloco de granito. Foi encontrada na parede de uma residência no lugar de Roqueiro, frequesia de Pedrógão Pequeno (Sertã). Actualmente, conserva-se no Museu Nacional de Arqueologia, em Lisboa, para onde foi levada entre 1905 e 1913 por José de Almeida Carvalhais, preparador do dito museu, mas a primeira referência data de 1758.Possivelmente, teria provindo do Castro de Nossa Senhora da Confiança que dista menos de 3 km do dito lugar de Roqueiro.
O bloco de granito de 70 cm de altura, 28 cm de largura e 20 cm de espessura contém o seguinte texto: CICERO MANCI NABIAE L. V. S. que possivelmente se traduz por Cícero, (filho de) Mâncio, cumpriu de livre vontade o voto feito à (deusa) Nabia.
Presume-se que date do século I depois de Cristo.